# Heterolepidoderma axi
Heterolepidoderma axi is een buikharige uit de familie Chaetonotidae. Het dier komt uit het geslacht Heterolepidoderma. Heterolepidoderma axi werd in 1979 voor het eerst wetenschappelijk beschreven door Mock. 